# Tulha de café
Tulha de café é o local de armazenamento dos grãos de café nas fazendas. É um compartimento geralmente feito de madeira, para onde os grãos ainda no pergaminho (com aquela casquinha fina e clara) são encaminhados depois de secar no terreirão.